# クライオ電子線トモグラフィー

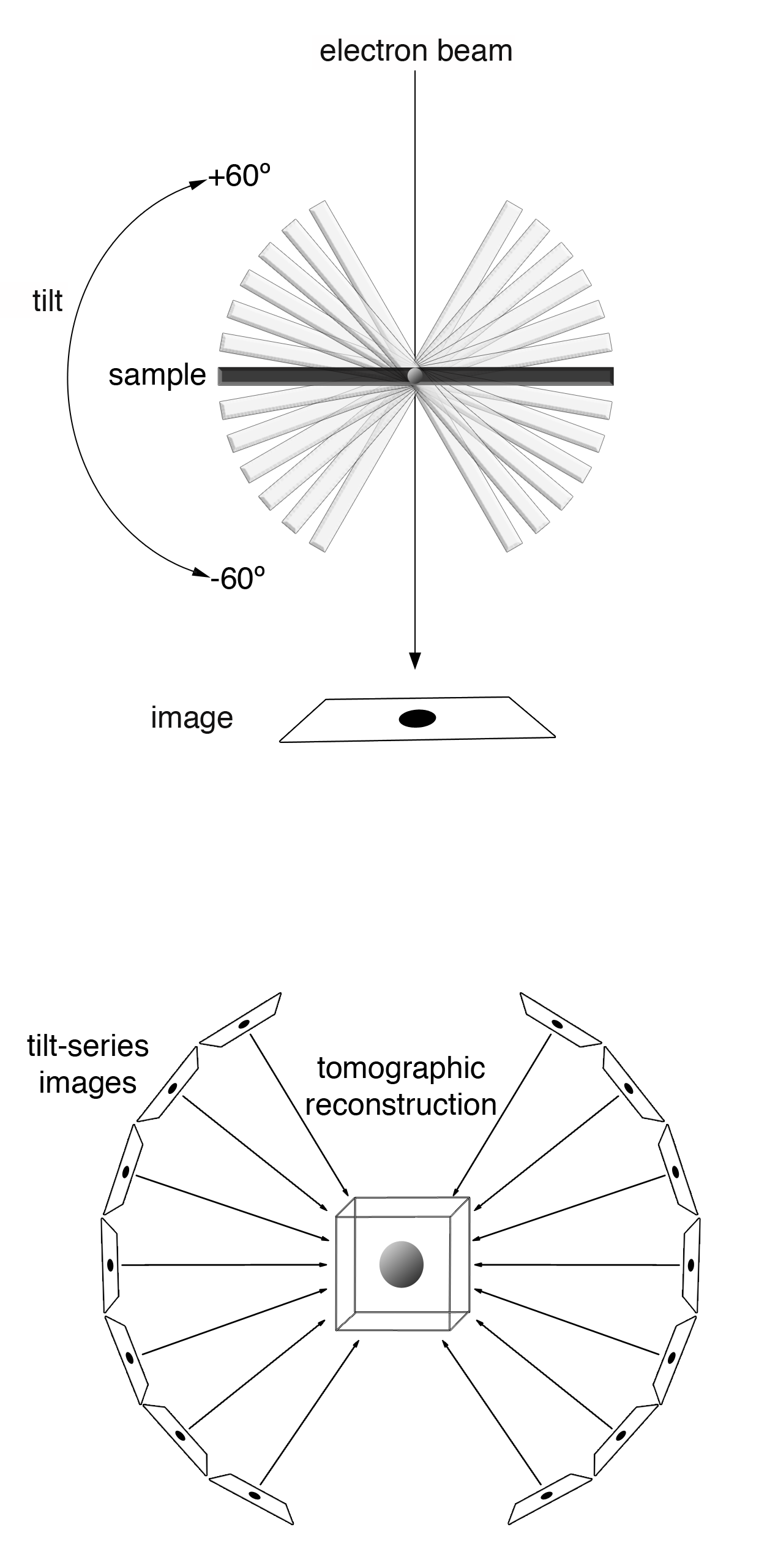
電子線トモグラフィーの概要を示した模式図。試料を透過型電子顕微鏡中でさまざまな角度に傾けてイメージングを行い、"tilt-series"と呼ばれる一連の二次元画像を取得する（上）。その後、このtilt-seriesは計算機によって三次元トモグラムへと再構成される（下）。

クライオ電子線トモグラフィー（クライオでんしせんトモグラフィー、英: cryo-electron tomography、略称: cryo-ET〈クライオET〉）は、生体高分子や細胞などの試料の高分解能（およそ1–4 nm）三次元画像の作成に用いられるイメージング技術である。低温電子線トモグラフィー（ていおんでんしせんトモグラフィー）とも呼ばれる。
Cryo-ETはクライオ電子顕微鏡（cryo-EM）の特殊な応用であり、試料を傾けながらイメージングを行うことで一連の二次元画像を取得し、それらを組み合わせて三次元再構成を行う、CTスキャンと似た手法である。他の電子線トモグラフィーの手法とは異なり、試料は非晶質（「ガラス状」"vitreous"）の氷中に固定され、低温条件（−150 °C以下）でイメージングが行われる。この手法を用いることで、生体構造を破壊したり歪めたりしてしまう可能性のある脱水や化学固定などの過程を経ることなく、イメージングを行うことが可能となる。

## 手法の概要

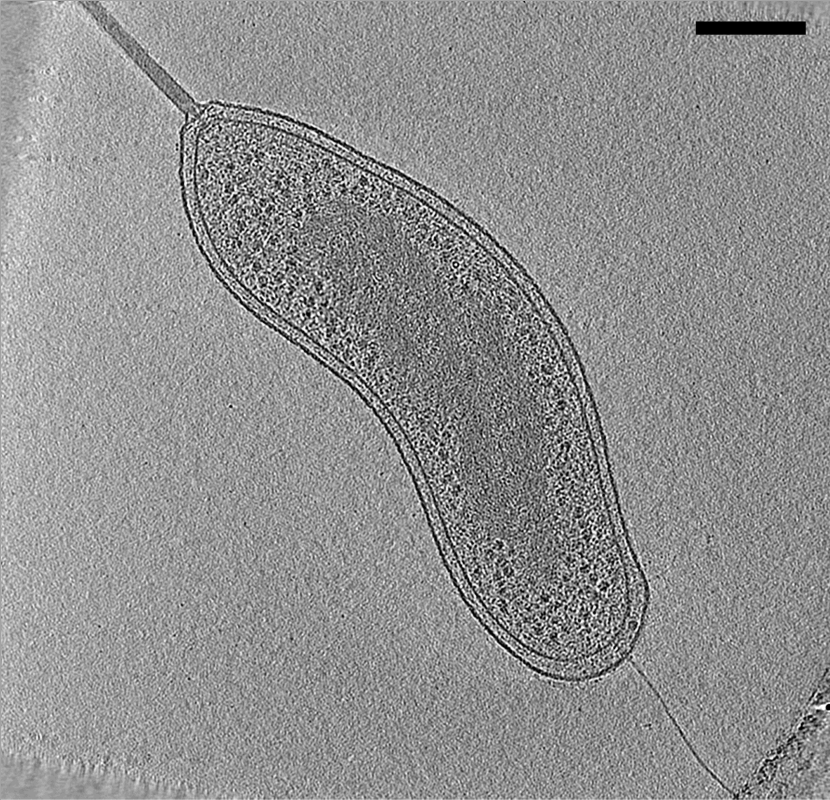
クライオ電子線トモグラフィーの例。この画像はブデロビブリオBdellovibrio bacteriovorusの細胞のトモグラムの中心部の断面を示している。スケールバーは200 nm。

電子顕微鏡（EM）では、試料のイメージングは高真空条件下で行われる。こうした真空条件は、細胞などの生体試料には適していない。水は沸騰し、圧力差によって細胞は破裂する可能性がある。そのため室温でのEM手法では、試料は固定や脱水による調製が行われる。生体試料を安定化する他のアプローチとしては、試料の凍結がある（cryo-EM）。Cryo-EMの他の手法と同様に、cryo-ETのための試料（一般的には小さな細胞（細菌や古細菌）またはウイルス）は標準的な水溶媒中で調整され、EM用グリッドに載せられる。その後、グリッドを寒剤（一般的には液体エタン）へと突っ込むことで、水分子が結晶格子へと再配置する前に急速凍結が行われる。その結果形成される状態は「ガラス状」の氷と呼ばれ、脂質膜など凍結によって通常は破壊されてしまう細胞構造も本来の構造が維持される。急速凍結試料が温まって水の結晶化が起こることがないよう、液体窒素温度での保管とイメージングが行われる。
試料は透過型電子顕微鏡（TEM）でイメージングが行われる。電子線トモグラフィーの他の手法と同様、試料は電子線に対して様々な角度で傾けられ、各傾斜角で画像取得が行われる（一般的には−60°から+60°まで、1°または2°ずつ）。その後、この一連の画像（tilt-series）は計算機によって、目的の物体周辺の三次元画像へと再構成される。この三次元画像はトモグラム（tomogram）と呼ばれる。

## 応用
電子は物質と強力に相互作用するため、TEMにおいては分解能は試料の厚さによる制限を受ける。また、試料を傾けるにつれて試料の断面は大きくなるため、電子線が遮断されて画像が暗くなったり、完全に真っ黒になったりしてしまう。cryo-ETで高分子レベルの分解能（およそ4 nm）を達成するためには500 nmよりも薄い試料である必要がある。こうした理由により、cryo-ETの研究の多くは精製された高分子複合体やウイルス、または細菌や古細菌などの小さな細胞に焦点を当ててきた。
一方、大きな細胞や組織であっても、凍結切片の作製や集束イオンビームによるミリング（FIB-milling）によって試料を薄くすることで、cryo-ETに供することができる。凍結切片は、凍結した細胞や組織のブロックをクライオミクロトームを用いて薄層試料へと加工することで作製される。FIB-millingでは、急速凍結した試料に集束イオンビーム（一般的にはガリウム）を照射することで試料の上部と下部を正確に削って除去し、cryo-ETでのイメージングに適した薄いラメラを残す加工が行われる。
また、電子と物質との強力な相互作用は分解能に異方性をもたらす。イメージングの過程で試料を傾けるにつれて、高い傾斜角では電子線は相対的により大きな断面と相互作用するようになる。実際的には、約60–70°以上の傾斜角では十分な情報が得られないため、利用されない。その結果、最終的なトモグラムには"missing wedge"と呼ばれる情報のない角度が存在することとなり、電子線に平行な方向の分解能は低下する。
1つまたは複数のトモグラムに複数コピー存在する構造体に関しては、サブトモグラム平均化（subtomogram averaging）によってより高い分解能（1 nm以下）を達成することも可能である。単粒子解析と同様、サムトモグラム平均化では同一の物体の画像を計算的に組み合わせることによってS/N比を高める。
Cryo-ETにおける大きな課題は、複雑な細胞環境内で目的の構造を同定する方法である。解決策の1つとして、クライオ蛍光顕微鏡や超解像顕微鏡（cryo-PALMなど）をcryo-ETと組み合わせる光電子相関顕微鏡法がある。これらの手法では、蛍光タグを付加した目的タンパク質を含む試料を急速凍結し、試料を結晶化温度より低温（−150 °C以下）に維持することが可能な特殊なステージを備えた光学顕微鏡でまずイメージングを行い、蛍光シグナルの位置を同定する。そして試料をcryo-EMへ移し、cryo-ETによってその場所の高分解能でのイメージングを行う。